# High Commissioner of the Trust Territory of the Pacific Islands

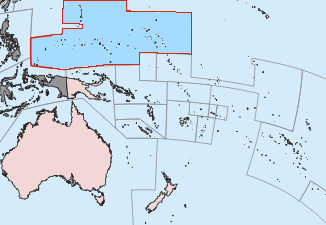
Lagekarte des Trust Territory of the Pacific Islands (rot umrandet).

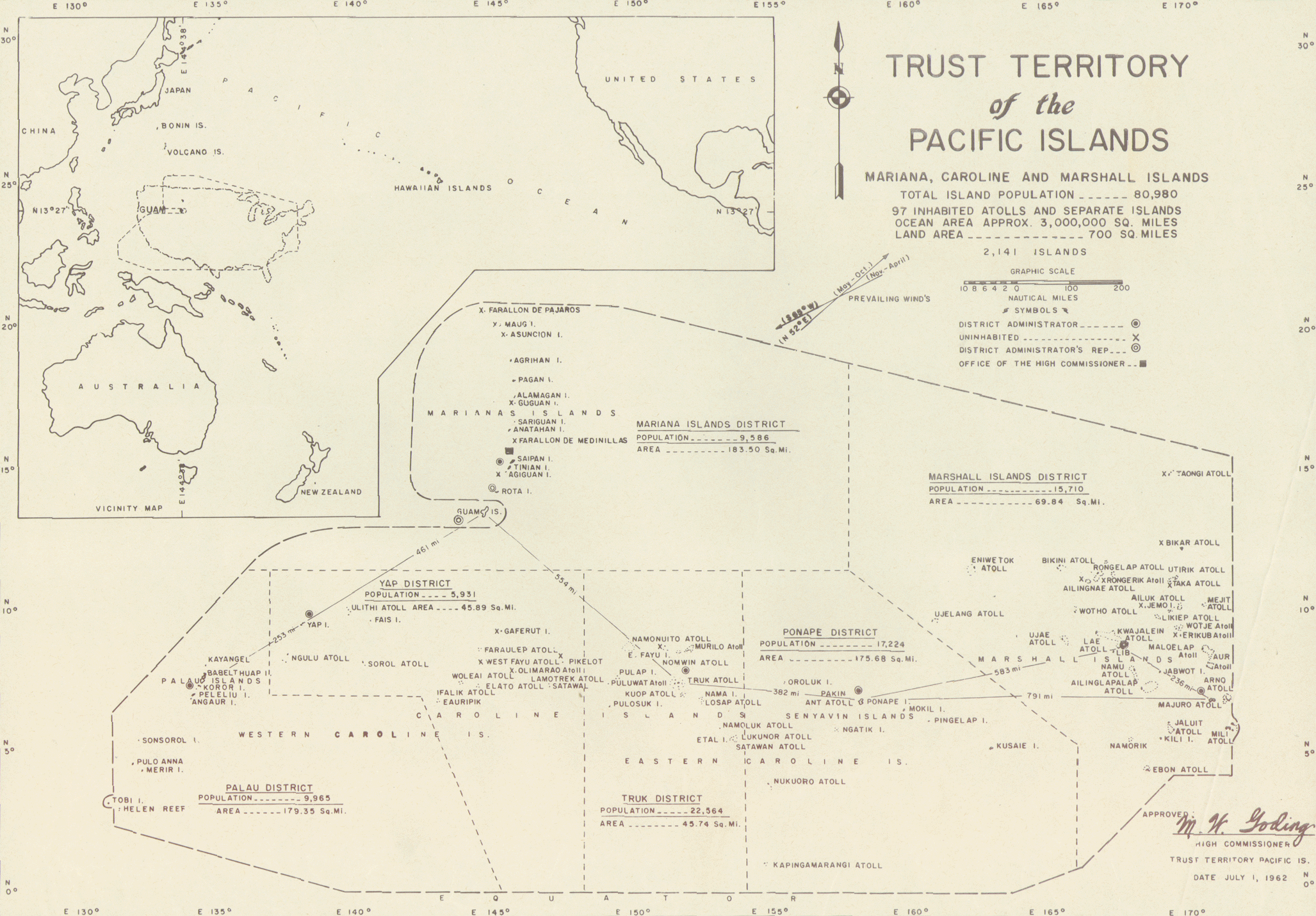
Karte des Trust Territory of the Pacific Islands 1961.

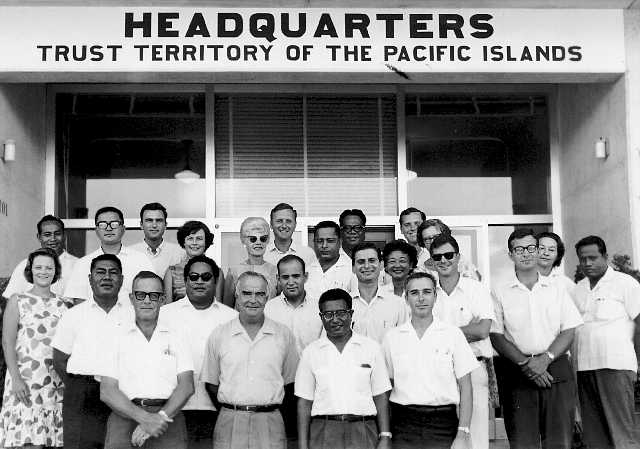
TTPI High Commissioner and Staff, 1960s.

Der High Commissioner of the Trust Territory of the Pacific Islands (dt. Hochkommissar der Treuhandgebiete der Pazifischen Inseln) war der höchste Kolonialbeamte (Kommissar) im Treuhandgebiet Pazifische Inseln (TTPI). Die Vereinten Nationen hatten die United Nations trust territories im Pazifikgebiet nach dem Zweiten Weltkrieg unter die Verwaltung der Vereinigten Staaten gestellt (United Nations Security Council Resolution 21). Die Treuhandschaft erstreckte sich von 1947 bis 1994 (Palau). Das Territorium bestand aus den Inseln (Pacific Ocean theater of World War II) welche von den Amerikanern im Verlauf des Zweiten Weltkrieges erobert worden waren. Davor waren sie Teil des Japanischen Kaiserreichs als Japanisches Südseemandat. Die Inseln sind heute Teile von Palau, Nördlichen Marianen, der Föderierten Staaten von Mikronesien und der Marshallinseln.

## Palau
Palau blieb bis 25. Mai 1994 unter der Verwaltung des Office of Territorial and International Affairs (Office of Insular Affairs), einer Einheit des United States Department of the Interior.

## Liste
Die folgende Liste der „High Commissioner of the Trust Territory of the Pacific Islands“ umfasst auch die Vorläufer während der amerikanischen Besetzung des Territoriums zwischen 1944 und 1947.
(Daten in Kursiv-Schrift bezeichnen de facto-Weiterführung des Amtes)
| No.                                                                             | Porträt                          | Name (Lebensdaten)                | Amtszeit                         | Amtszeit                         | Amtszeit                         |
| No.                                                                             | Porträt                          | Name (Lebensdaten)                | Amtsantritt                      | Amtszeitende                     | Amtszeit                         |
| Kontrolle der United States Navy                                                | Kontrolle der United States Navy | Kontrolle der United States Navy  | Kontrolle der United States Navy | Kontrolle der United States Navy | Kontrolle der United States Navy |
| ------------------------------------------------------------------------------- | -------------------------------- | --------------------------------- | -------------------------------- | -------------------------------- | -------------------------------- |
| Militärgouverneur                                                               |                                  |                                   |                                  |                                  |                                  |
| 1                                                                               |                                  | John H. Hoover (1887–1970)        | März 1944                        | 19. Juni 1944                    | 3 Monate                         |
| Military Governor und Commander der United States Pacific Fleet CINCPACFLT      |                                  |                                   |                                  |                                  |                                  |
| 2                                                                               |                                  | Chester W. Nimitz (1885–1966)     | 19. Juni 1944                    | 24. November 1945                | 1 Jahr 158 Tage                  |
| 3                                                                               |                                  | Raymond A. Spruance (1886–1969)   | 24. November 1945                | 3. Februar 1946                  | 71 Tage                          |
| 4                                                                               |                                  | John Henry Towers (1885–1955)     | 3. Februar 1946                  | 28. Februar 1947                 | 1 Jahr 25 Tage                   |
| 5                                                                               |                                  | Louis E. Denfeld (1891–1972)      | 28. Februar 1947                 | 18. Juli 1947                    | 140 Tage                         |
| Trust Territory of the Pacific Islands                                          |                                  |                                   |                                  |                                  |                                  |
| High Commissioner und Commander of the United States Pacific Fleet (CINCPACFLT) |                                  |                                   |                                  |                                  |                                  |
| 1 Ziviles Amt                                                                   |                                  | Louis E. Denfeld (1891–1972)      | 18. Juli 1947                    | 17. April 1948                   | 274 Tage                         |
| 2                                                                               |                                  | DeWitt Clinton Ramsey (1888–1961) | 17. April 1948                   | 1. Mai 1949                      | 1 Jahr 14 Tage                   |
| 3                                                                               |                                  | Arthur W. Radford (1896–1973)     | 1. Mai 1949                      | 6. Januar 1951                   | 1 Jahr 250 Tage                  |
| High Commissioner                                                               |                                  |                                   |                                  |                                  |                                  |
| 4                                                                               |                                  | Elbert D. Thomas (1883–1953)      | 6. Januar 1951                   | 11. Februar 1953 †               | 2 Jahre 36 Tage                  |
| 5                                                                               |                                  | Frank E. Midkiff (1887–1983)      | 13. März 1953                    | 1. September 1954                | 1 Jahr 172 Tage                  |
| –                                                                               |                                  | Delmas H. Nucker (1907–1985)      | 1. September 1954                | November 1956                    | 6 Jahre 242 Tage                 |
| 6                                                                               | November 1956                    | Delmas H. Nucker (1907–1985)      | 1. Mai 1961                      |                                  | 6 Jahre 242 Tage                 |
| 7                                                                               |                                  | Maurice W. Goding (1911–1989)     | 1. Mai 1961                      | 27. Mai 1966                     | 5 Jahre 26 Tage                  |
| –                                                                               |                                  | William R. Norwood (1909–1981)    | 27. Mai 1966                     | 1. August 1966                   | 2 Jahre 339 Tage                 |
| 8                                                                               | 1. August 1966                   | William R. Norwood (1909–1981)    | 1. Mai 1969                      |                                  | 2 Jahre 339 Tage                 |
| 9                                                                               |                                  | Edward E. Johnston (1918–2011)    | 1. Mai 1969                      | 1. Juli 1976                     | 7 Jahre 61 Tage                  |
| –                                                                               |                                  | Peter Tali Coleman (1919–1997)    | 1. Juli 1976                     | Februar 1977                     | 7 Monate                         |
| –                                                                               |                                  | James Boyd Mackenzie (1918–1978)  | Februar 1977                     | 9. Juli 1977                     | 5 Monate                         |
| 10                                                                              |                                  | Adrian P. Winkel (1915–1994)      | 9. Juli 1977                     | 1981                             | 4 Jahre                          |
| –                                                                               |                                  | Daniel Joseph High (* 1938)       | 1981                             | Dezember 1981                    |                                  |
| 11                                                                              |                                  | Janet J. McCoy (1916–1995)        | Dezember 1981                    | 10. Juli 1987                    | 5 Jahre 7 Monate                 |
| Director of the Office of Transition                                            |                                  |                                   |                                  |                                  |                                  |
| 12                                                                              |                                  | Charles D. Jordan                 | 3. November 1986                 | 30. September 1991               | 4 Jahre 331 Tage                 |